# Si, certo l'amore
Sì, certo l'amore è un singolo del cantante italiano Morgan, pubblicato il 23 novembre 2023.

## Descrizione
Il brano è scritto per la musica da Morgan e per il testo da Pasquale Panella.
Un ritorno alla musica elettronica ed alternativa per Morgan, che ne dirama anche una versione per radio.
È il primo singolo estratto dall'annunciato nuovo album dell'artista in collaborazione con Pasquale Panella, ... e quindi, insomma, ossia.
Viene successivamente annunciato un Ep, uscita prevista per il 23 febbraio 2024, con 9 versioni del brano e dei relativi videoclip.

## Promozione
Il brano viene promosso esclusivamente sui Social del cantante. Doveva inizialmente essere presentato durante il programma X Factor, ma dopo l'esclusione del cantante dal programma viene esclusa l'esibizione.

## Video musicale
Vengono annunciate 4 versioni di videoclip: Pop, Psichedelica, Porno e Ptolemaic.

## Tracce
Ep 
Testi di Pasquale Panella, musiche di Morgan.
1. Si, certo l'inizio (feat. Pasquale Panella) – 0:50
2. Si, certo l'amore (feat. Pasquale Panella) (Radiophobic) – 3:55
3. Si, certo l'amore (feat. Pasquale Panella) (Album version) – 6:32
4. Si, certo l'orchestra (feat. Pasquale Panella) – 6:35
5. Si, certo l'amore (feat. Pasquale Panella) (Elastic Brass) – 2:46
6. Si, certo l'amore (feat. Pasquale Panella) (New Wawe) – 5:18
7. Si, certo l'amore (feat. Pasquale Panella) (Post Atomic) – 7:41
8. Non + tu (feat. Pasquale Panella) – 6:30
9. Si, certo la fine (feat. Pasquale Panella) – 0:33

 Singolo 
Testi di Pasquale Panella, musiche di Morgan.
1. Si, certo l'amore (feat. Pasquale Panella) (Radiophobic) – 3:47
2. Si, certo l'amore (feat. Pasquale Panella) – 6:30